# هنتر ستريكلاند
هنتر ستريكلاند (بالإنجليزية: Hunter Strickland)‏ هو لاعب كرة قاعدة أمريكي، ولد في 24 سبتمبر 1988 في توماستون في الولايات المتحدة.

## وصلات خارجية
- هنتر ستريكلاند على موقع دوري كرة القاعدة الرئيسي (الإنجليزية)
- هنتر ستريكلاند على موقعبيزبول رفرنس.كوم (الدوري الرئيسي) (الإنجليزية)
- هنتر ستريكلاند على موقعبيزبول رفرنس.كوم (الدوري الثانوي) (الإنجليزية)
- هنتر ستريكلاند على موقع إي إس بي إن.كوم (أم.أل.بي) (الإنجليزية)
- هنتر ستريكلاند على موقع مشجعي الرسوم البيانية (الإنجليزية)